# Asedio de Güns
El asedio de Güns en el Reino de Hungría dentro del Imperio Habsburgo, tuvo lugar desde el 5 de agosto al 30 de agosto de 1532. En el asedio, las fuerzas defensoras de la Casa de Habsburgo austriaca bajo el liderazgo del capitán croata Nikola Jurišić, defendió el pequeño fuerte fronterizo de Güns con aproximadamente 800 soldados, sin cañones y apenas armas de fuego. Los defensores lograron impedir el avance de las tropas otomanas, lideradas por el sultán Solimán el Magnífico y Pargalı İbrahim Paşa, hacia Viena. 

## Preludio
En agosto de 1526, Luis II de Hungría murió a manos de los otomanos, liderados por Solimán el Grande, en la batalla de Mohács. Al no dejar descendencia, tanto el Reino de Hungría como el de Croacia se convirtieron en territorios en disputa con reclamos de los imperios Habsburgo y Otomano. El Archiduque de los Habsburgo Fernando I, hermano del emperador del Sacro Imperio Romano Germánico Carlos V, se casó con Ana Jagellón de Hungría y Bohemia, hermana de Luis II,  y fue elegido rey por los nobles de Hungría y Croacia.
El trono de Hungría se convirtió en objeto de una disputa dinástica entre Fernando I y Juan I de Zápolya, al que Solimán le prometió convertir en gobernante de toda Hungría. En la campaña húngara de 1527-1528 , Fernando I capturó Buda que estaba en poder John Juan I, aunque renunció a su control en 1529 cuando un ataque otomano despojó a Fernando I de todo lo conquistado durante 1527 y 1528. El Sitio de Viena en 1529 fue el primer intento de Solimán de hacerse con la capital austriaca, máxima expansión del Imperio otomano en Europa central.
Tras el fallido asedio de Viena por Solimán en 1529, Fernando I lanzó un contraataque en 1530 para recuperar la iniciativa y vengar la destrucción provocada por el ejército otomano. Esta campaña suele considerarse como el comienzo de la Pequeña Guerra, una serie de batallas entre los Habsburgo y el Imperio Otomano. Juan I de Zápolya, rey vasallo de Hungría, repelió un asalto a Buda, pero Fernando I tuvo éxito en otras plazas, capturando Esztergom y otras a lo largo del Danubio.
Durante el período inicial de la Pequeña Guerra en Hungría, y como repuesta al contraataque de Fernando I en 1530, Solimán dirigió en un ejército de más de 120.000 soldados para sitiar Viena de nuevo. Debido a la rapidez de las tropas de Solimán, Fernando I temía que las fuerzas cristianas no se reunieran a tiempo para encontrarse con él. Después de que Solimán cruzara el río Drava en Osijek, en lugar de tomar la ruta habitual hacia Viena, giró hacia el oeste hacia los territorios de Hungría en posesión de Fernando. Según el historiador Andrew Wheatcroft, en su camino hacia Viena, los otomanos habían invadido y capturado brevemente diecisiete ciudades fortificadas o castillos.

## Asedio

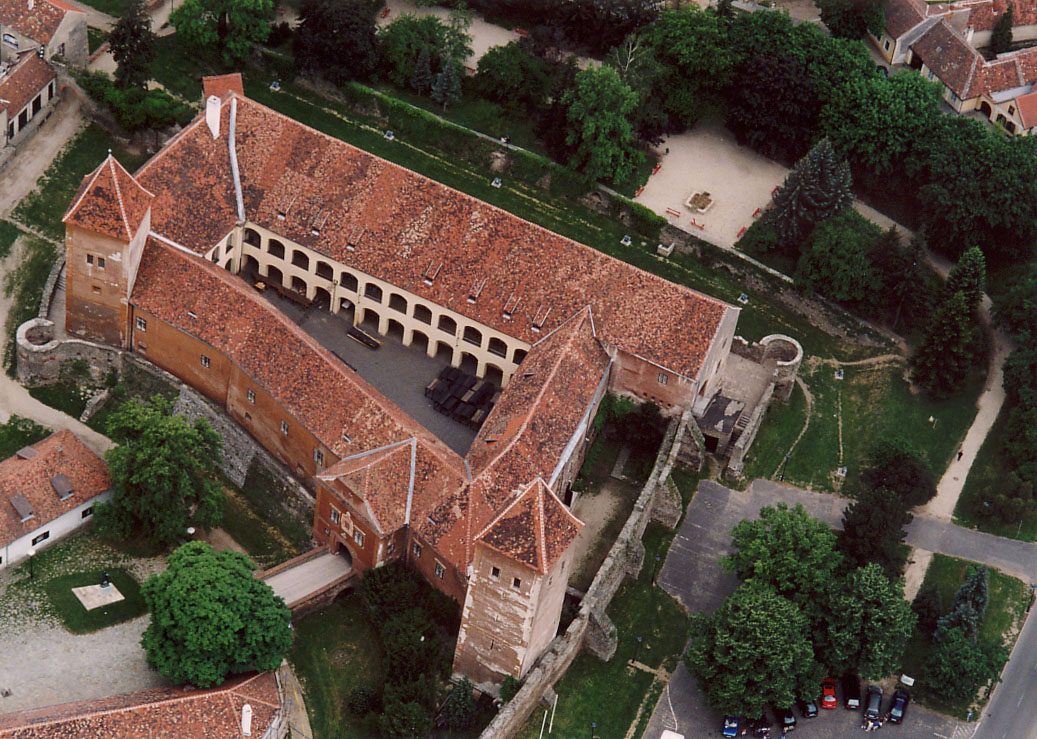
Vista aérea del Castillo Jurisics en Kőszeg

Güns no se consideraba un lugar de importancia a pesar de estar situada a pocos kilómetros de la frontera con Austria. Se trataba de un obstáculo sin importancia para Solimán y muchos lugares más fuertes habían cedido sin luchar. Después de tomar algunos lugares menores, Solimán se unió a İbrahim el magnífico poco después, con el asedio ya comenzado.
Fernando I retiró su ejército, dejando a Jurišić con solo 800 hombres y sin artillería, mientras Solimán e Ibrahim contaba con algo más de 100.000. Las tropas de Solimán, que esperaba la llegada de un ejército imperial mayor al que poder vencer, arremetieron varias veces contra la fortaleza; pero encontraron una gran resistencia. A pesar de que la artillería otomana había derribado parte de las murallas no hubo rendición por parte húngara
El diseño de la fortaleza ayudaba al uso de contraminas, y aunque algunas minas otomanas lograron abrir agujeros en las murallas, contrarrestaron bastantes y lograron resistir. Las tropas de Solimán realizaron 19 grandes cargas y grandes bombardeos constantes.
Tras veinticinco días de asedio el ejército otomano decidió retirarse.

## Consecuencias
Se desconoce el resultado exacto del asedio, pues existen dos versiones diferentes, según la fuente. En la primera versión, Nikola Jurišić rechazó la oferta de rendición en condiciones favorables. Mientras que en la segunda, a la ciudad se le ofreció una rendición nominal. Solimán, tras haber perdido casi un mes, se retiró con por las lluvias de agosto y no continuó hacia Viena como tenía previsto, sino que volvió a casa.
Solimán aseguró su posesiones en Hungría al conquistar varias otras fortalezas, pero el emperador Fernando I, tras  la retirada otomana, volvió a ocupar parte del territorio devastado. Después de esto, Solimán y Fernando firmaron el Tratado de Constantinopla en 1533 que confirmaba el derecho de Juan I de Zápolya a ser rey de toda Hungría, pero reconocía la posesión de parte del territorio ocupado por Fernando.